# (33723) 1999 NB3
1999 NB3 (asteroide 33723) é um asteroide da cintura principal. Possui uma excentricidade de 0.18997980 e uma inclinação de 13.01249º.
Este asteroide foi descoberto no dia 13 de julho de 1999 por LINEAR em Socorro.